# Ernesto Ottone
Ernesto Renato Ottone Ramírez (Valparaíso, 11 de diciembre de 1972) es un actor y gestor cultural chileno. Se desempeñó como ministro del segundo gobierno de Michelle Bachelet, primero como ministro presidente del Consejo Nacional de la Cultura y las Artes (2015-2018), y luego como el primer ministro de las Culturas, las Artes y el Patrimonio.

## Biografía
Hijo de Ernesto Ottone Fernández —que fue asesor del presidente Ricardo Lagos— y Patricia Ramírez, salió muy temprano de Chile, meses antes  del golpe de Estado del general Augusto Pinochet que en septiembre de 1973 derrocó al gobierno del socialista Salvador Allende, debido a que su padre, en esa época militante comunista, había sido nombrado en febrero de ese año vicepresidente de la Federación Mundial de las Juventudes Democráticas, con sede en Budapest. Se crio junto con su hermana Soledad en Hungría y después vivieron en París, ciudad a la que su padre se mudó en 1982 luego de renunciar al Partido Comunista. Por su trabajo en la ONU, Ottone padre se trasladó en 1984 a Viena con la familia, donde permanecieron hasta comienzos de 1986, estuvieron un año en Uruguay, volvieron a París por otros dos años y finalmente retornaron a Chile en 1989.
En Chile, Ernesto Ottone estudió los últimos dos años de la secundaria en el Santiago College, después de lo cual siguió teatro en la Universidad de Chile. A los 19 años, se fue de la casa a vivir con su pareja, una mujer que tenía un hijo de una relación anterior, y, paralelamente a sus estudios, fue camarero (en el Tallarín Gordo y La Leona) y barman, trabajó en el Municipal, hizo cortometrajes y vendió celulares.
Ottone se diplomó de actor e hizo un posgrado en gestión cultural, área esta última en la que comenzó a trabajar en 1997. Después fue a Alemania, donde su pareja de entonces había conseguido una beca; allí nació su hijo Liam. Luego lo llamaron para hacerse cargo del proyecto Matucana 100. «Yo venía con una cabeza despejada y de haber vivido casi un año y medio en Berlín, donde lo único que hice fue absorber buenas vibras», recordaría Ottone en una entrevista de 2015. Al frente de ese centro cultural estuvo desde su creación, en 2001, hasta abril de 2010. Tiene también una maestría en gestión de instituciones y políticas culturales en la Universidad de París IX Dauphine.
Después de Matucana 100, en julio de 2010 se hizo cargo de la dirección del Museo de la Solidaridad Salvador Allende y al año siguiente pasó a encabezar el Centro de Extensión Artístico y Cultural de la Universidad de Chile —que maneja el Ballet Nacional y la Sinfónica—, puesto en el que estuvo hasta su nobramiento como ministro de Cultura en mayo de 2015. 
En los inicios de su carrera fue asesor de cultura para el Programa de Recuperación y Desarrollo Urbano de Valparaíso; ha sido miembro de la Red de Directores de Centros Culturales de América Latina y Europa (desde 2002), socio fundador de la Corporación Cultural Leer; ha pasado por los centros culturales Estación Mapocho y La Cúpula; ha sido asimismo miembro del Directorio de la Fundación de Orquestas Juveniles y presidente de la Corporación Chilena para la Preservación y Desarrollo del Patrimonio Textil, además de profesor del Instituto de Asuntos Públicos (INAP) de la Universidad de Chile y profesor tesis de maestría en gestión cultural de la misma casa de estudios. Ha trabajado también en instituciones culturales extranjeras como La Grande Halle de la Villette (Francia) y el Kulturbrauerei (Alemania).
En mayo de 2015 fue nombrado presidente del Consejo Nacional de la Cultura y las Artes y el 1 de marzo de 2018 se convirtió en el primer ministro de las Culturas, las Artes y el Patrimonio de Chile. Al mes siguiente asumió como subdirector general de Cultura de la Unesco en París.

## Premios y reconocimientos
- Oficial de la Legión de Honor de Francia (2018)[9]
- Oficial de las Artes y de las Letras de Francia (2017)[10]
- Caballero de las Artes y de las Letras de Francia (2009).[11]
- Premio Academia 2010 por su gestión en Matucana 100 (Academia Chilena de Bellas Artes).[12]